# Deepskyobject

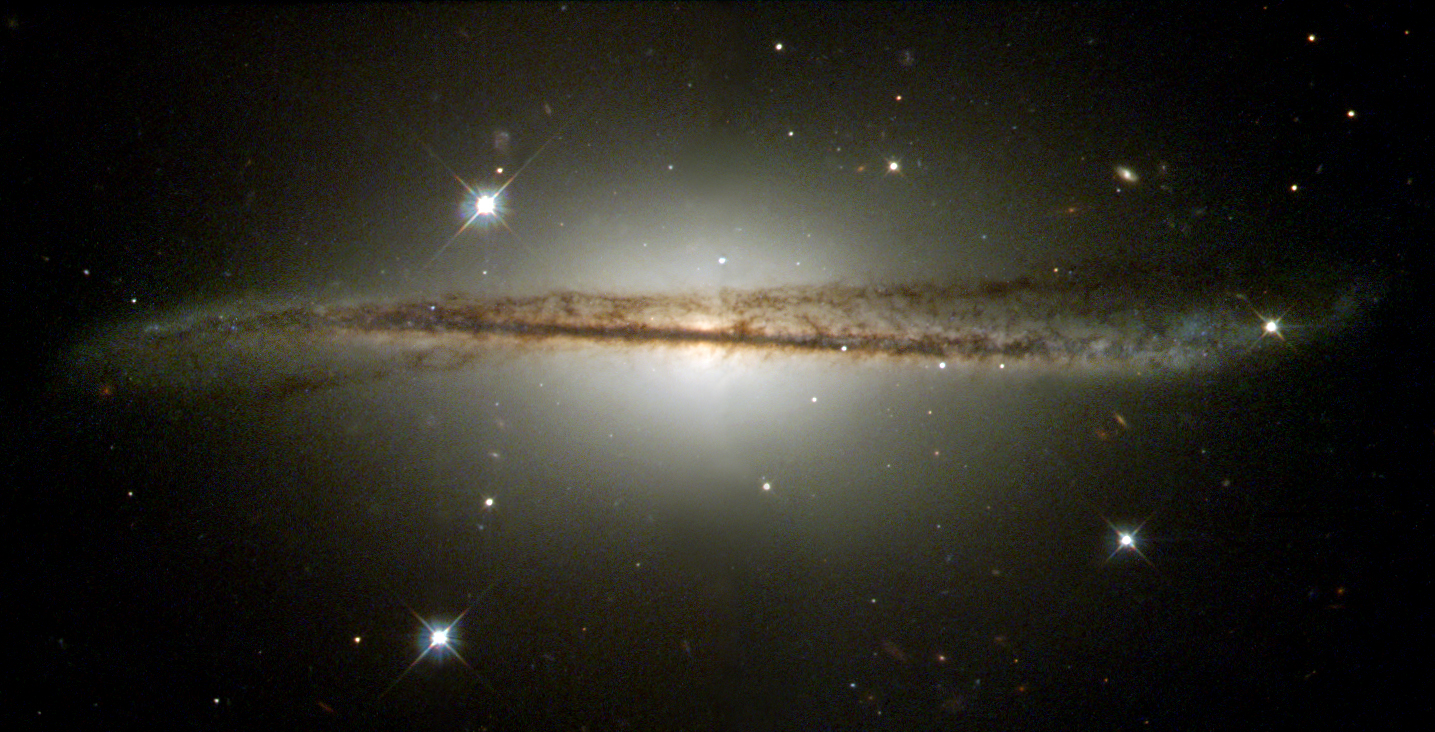
Een deepskyobject: het spiraalvormig sterrenstelsel ESO 510-G13 in Waterslang

Deepskyobject is in de amateurastronomie de algemeen gangbare aanduiding voor die objecten die geen ster of planeet zijn en die zich ver buiten het zonnestelsel of zelfs buiten het melkwegstelsel bevinden. 
In het verleden zijn deze objecten geïnventariseerd door Charles Messier (zie ook: Lijst van Messierobjecten) en iets recenter in de New General Catalogue (NGC-objecten).
Er moet onderscheid worden gemaakt met objecten die tot de Melkweg behoren en objecten die daar niet toe horen. 
- De eerste zijn - naar astronomische begrippen - tamelijk dichtbij en liggen voornamelijk binnen het vlak van de Melkweg. Het zijn onder andere open sterrenhopen, bolvormige sterrenhopen, telescopische asterismen, nevels en gaswolken.
- De laatste zijn veel verder weg en zijn alleen buiten het vlak van de Melkweg zichtbaar, doordat de nevels in de Melkweg het zicht op verder gelegen objecten blokkeren. Het zijn voornamelijk sterrenstelsels.
- Een object dat zowel bij de eerste als bij de tweede groep hoort is de bolvormige sterrenhoop NGC 2419, dat door de verre afstand ervan, gemeten vanaf het centrum van de melkweg, de benamingen Intergalactic Tramp en Intergalactic Wanderer heeft gekregen.